# Erich Kunzel
Pour les articles homonymes, voir Kunzel.
Erich Kunzel né à New York, le 21 mars 1935 et mort à Bar Harbor (Maine) le 1er septembre 2009 est un chef d'orchestre américain. Appelé le « Prince des Pops » par le Chicago Tribune,, il a joué avec un certain nombre d'orchestres symphoniques et de grands ensembles de musique légère, Pops Orchestra, en particulier le Cincinnati Pops Orchestra (CPO), qu'il a dirigé pendant 32 ans.

## Biographie

### Formation
Kunzel est né de parents allemands, immigrés à New York. Il grandit dans le Queens et à Greenwich dans le Connecticut. Au Lycée Greenwich (en), il effectue des arrangements et joue du piano, de la contrebasse et des timbales. Initialement destiné à être chimiste, Kunzel est diplômé du Dartmouth College avec un diplôme en musique ; puis il étudie à l'Université Harvard et obtient sa maîtrise à l'Université Brown. Il dirige le Brown University Glee Club pendant au moins deux ans.
Dès 1957, Kunzel dirige l'Opéra de Santa Fe (en) et étudie à l'École Pierre Monteux. Il rencontre sa femme, Brunhilde, d'origine autrichienne, en dirigeant Gianni Schicchi de Puccini à Santa Fe en 1964. Ils se marient l'année suivante,. De 1960 à 1965, il dirige l'Orchestre philharmonique de Rhode Island (en). De 1965 à 1977, Kunzel assure le poste de chef associé à l'Orchestre symphonique de Cincinnati (CSO).
En 1969, il est membre honoraire de la branche d'Eta-Omicron de Phi Mu Alpha Sinfonia (en), fraternité musicale du Conservatoire de musique de l'Université de Cincinnati. Il est aussi un responsable national de Delta Omicron (en), une fraternité internationale de musiciens professionnel.

### Pops
En 1965, Kunzel commence une première série de concerts Pops aux États-Unis, pendant la saison d'hiver, les « Eight O’Clock Pops ». À partir de 1970, à l'invitation de Arthur Fiedler et de ses successeurs, Kunzel effectue plus de 100 concerts avec le Boston Pops Orchestra. Lorsque le conseil d'administration du Cincinnati Symphony Orchestra décide de créer le Cincinnati Pops Orchestra en 1977, Kunzel en est nommé chef principal. Le Pops Orchestra – le symphonique et le Pops ont les mêmes musiciens et ne se distinguent que par leur style et le répertoire –, devient le plus grand des deux orchestres de Cincinnati. Le chef d'orchestre Max Rudolf qui dirige l'orchestre symphonique de 1958 à 1970, a également joué avec le Pops Orchestra. Kunzel est actif avec d'autres orchestres symphoniques, dirigeant régulièrement l’Orchestre symphonique d'Indianapolis (comme chef principal du répertoire Pops) de 1982 à 2002.
C'est à l'occasion de la création du Pops Orchestra qu'un article du Chicago Tribune en 1977, qu'un journaliste écrit de lui qu'il est le « Prince des Pops ». Et en effet, dès le début, Kunzel s'est efforcé d'étendre le rayonnement des Cincinnati Pops dans le monde. Il enregistre pour la compagnie Vox Records à la fin des années 1970 et à l'ère numérique laisse près de 90 enregistrements sur la firme Telarc (fondée la même année que le Pops), dont la plupart sont devenus des succès d'édition. Il s'est donné pour mission avec le Pops d'élargir aux oreilles du public, la musique symphonique, avec un répertoire accessible et sur le ton du divertissement. Doué d'une avenante présence pour le public, il n'hésite pas a plaisanter avec ses musiciens. Le répertoire dirigé comprend aussi bien « l'Ouverture 1812 », des œuvres de Copland, les Beatles et Billy Joel. Ses enregistrements populaires de la musique classique, comédies musicales de Broadway, et des dizaines de films à travers le monde ont dépassé les hit-parades du crossover, plus que tout autre chef ou orchestre dans le monde. Certains des élèves et assistants de Kunzel aux Cincinnati Pops deviendront plus tard célèbres, notamment Keith Lockhart avec le Boston Pops et Steven Reineke avec l'ensemble The New York Pops (en).
Les Cincinnati Pops étaient particulièrement populaire en Asie. À partir de 1990, l'ensemble visite le Japon à plusieurs reprises. En 1998, Kunzel est devenu le premier chef d'orchestre américain de Pops à effectuer une tournée en Chine. Dix ans plus tard, lui et les Cincinnati Pops sont invités à revenir à l'occasion des Jeux olympiques d'été de 2008 à Pékin. Ils étaient le seul orchestre américain à jouer lors de l'événement.
Durant sa carrière, il est régulièrement invité des plus grands orchestres comme l'Orchestre de Philadelphie, l'Orchestre symphonique de Londres, l'Orchestre symphonique de San Francisco ou le Chicago Symphony, et se produisait régulièrement au Carnegie Hall.

### Récompenses
Kunzel fait la plupart de ses enregistrements de musique classique en tant que directeur des Cincinnati Pops. Toutefois, il a également fait en big band des enregistrements de jazz avec Dave Brubeck, Gerry Mulligan, Duke Ellington (pour Decca), et d'autres artistes de renom. Sur la pelouse du Capitole, Kunzel a dirigé le National Symphony Orchestra, à chaque Memorial Day (en mai) et pour l’Independence Day (le 4 juillet), de 1991 à 2009, dans des concerts télévisés sur la chaîne nationale PBS. En 1987, son album Lincoln Portrait (en) d'Aaron Copland (CD-80117) avec la récitante Katharine Hepburn, a reçu un Grammy Awards ; il comprend aussi les Old American Songs (en) arrangés par Aaron Copland et chantés par le baryton Sherrill Milnes. D'autres nominations aux Grammy Awards sont venues en 1989 (A Disney Spectacular), 1991 (The Music Man de Meredith Willson) et 1993 (Amen! – A Gospel Celebration). En 1989 l'album American Jubilee a remporté, en France, le Grand Prix du Disque de l'Académie Charles-Cros : il reflète le répertoire américain fleurissant autour du 4 juillet dans les nombreux concerts de plein air. Ses albums comprennent souvent des effets sonores numériques créées par l'ingénieur du son Michael Bishop (en). Kunzel a enregistré aussi des partitions de musique de films de John Williams, Jerry Goldsmith, James Horner, Miklós Rózsa, Bernard Herrmann, Erich Wolfgang Korngold, etc. dans plusieurs disques thématiques (western, film d'horreur, cinéma maritime [seafaring films]...).
Le chef a eu localement une grande influence sur la scène musicale de Cincinnati. En plus de diriger des concerts d'abonnement presque hebdomadaires avec les Cincinnati Pops, il a élargi le programme Pops en 1984, afin d'inclure une série de concerts d'été au Riverbend Music Center (en), nouvellement construit au bord de la rivière Ohio. Il a contribué à un nouveau campus pour accueillir le public de la ville à l'École des arts créatifs et de la scène (en). Il a invité de nombreux artistes locaux, y compris les chœurs d'enfants et les étudiants du College-Conservatory of Music à partager la scène avec le Pops Orchestra.

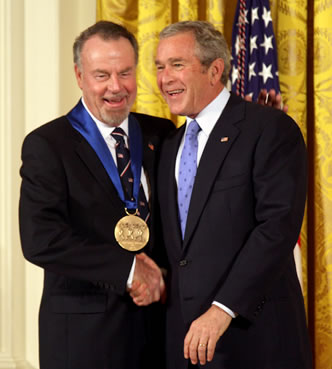
Erich Kunzel à droite, reçoit la National Medal of Arts 2006, de George W. Bush à la cérémonie 2007.

L'ingénieur du son du disque Copland de Kunzel, a obtenu un Grammy Award de la meilleure conception technique d'album classique (en) en 1998, The Music of America d'Aaron Copland. Kunzel a gagné en 2006, la National Medal of Arts. En 2009, il a été intronisé à l'American Classical Music Hall of Fame and Museum (en), de Cincinnati.
Les 20 et 21 juin 2008 Kunzel a dirigé l'Orchestre symphonique de Toronto pour interpréter le Star Trek: The Music (en) au Roy Thomson Hall de Toronto.

### Derniers jours
En avril 2009, est diagnostiqué un cancer du pancréas, du foie et du côlon. Il reçoit des traitements de chimiothérapie à Cincinnati. Il a donné son dernier concert au centre de musique de Riverbend le 1er août 2009. Il est mort un mois plus tard, à Bar Harbor, dans le Maine, près de sa maison, située sur Swan's Island. Ce jour-là, le conseil d'administration du Cincinnati Pops Orchestra le nomme à titre posthume, « fondateur et chef d'orchestre émérite » du Pops Orchestra.

## Liens contextuels
- Musique légère
- Easy listening
- Paavo Järvi, le chef de l'Orchestre symphonique de Cincinnati
- John Morris Russell (en), le successeur d'E. Kunzel à la tête du Cincinnati Pops, qui a été nommé en décembre 2010.